# 에번 핸들러
에번 핸들러(Evan Handler, 1961년 1월 10일 ~ )는 미국의 배우이다.

## 출연 작품

### 영화
- 생도의 분노 (1981)
- 워 앤드 러브 (1985)
- 호텔 로레인 (1987, Sweet Lorraine)
- 올리버 스톤의 킬러 (1994)
- 랜섬 (1996)
- 섹스 앤 더 시티 (2008)
- 섹스 앤 더 시티 2 (2010)

### 텔레비전
- 원 라이프 투 리브 (1996)
- 웨스트 윙 (2001)
- 섹스 앤 시티 (2002-04)
- 프렌즈 (2003)
- 잭 & 바비 (2004)
- 조안 오브 아카디아 (2004)
- 스튜디오 60 (2006)
- 캘리포니케이션 (2007-14)
- 파워 (2019-20)
- 앤 저스트 라이크 댓: 섹스 앤 더 시티 (2021-현재)